# Matej Podlogar
Matej Podlogar (23 febbraio 1991) è un ex calciatore sloveno, di ruolo attaccante.

## Caratteristiche tecniche
Ala destra, può giocare anche come punta centrale.

## Carriera

### Club
Ha giocato nella prima divisione slovena.

### Nazionale
Ha fatto parte della nazionale Under-21 del suo Paese.